# Hoța Namsaraev
Hoța Namsaraevici Namsaraev (n. 27 aprilie/9 mai 1889, Edermeg⁠(d), Bureatia, Rusia – d. 28 iulie 1959, Ulan-Udie, RSFS Rusă, URSS) a fost un scriitor sovietic de etnie buriată⁠(d), considerat întemeietor al literaturii buriat⁠(d)-mongole. Provenit dintr-o familie de păstori săraci, creația sa este dedicată în special reprezentării vieții populare.

## Scrieri
- 1919: Xaranxi („Întunericul”), lupta pentru instalarea puterii sovietelor;
- 1935/1937: Cyrempil, povestire în două părți;
- 1936: Tüme baigaa („Așa a fost”), redare a perioadei dinaintea Revoluției din Februarie;
- 1936: Allamža Mërgen, poem epic de inspirație populară;
- 1938: Negete hüni („Într-o noapte”), transformările survenite în viața satului socialist;
- 1950: Uüru tolon („În zorii zilei”), roman istoric, considerat capodopera sa;
- 1964: Altan zebe („Săgeata de aur”), unde sunt descrise luptele de apărare din al Doilea Război Mondial.